# Новочеркаськ
Новочерка́ськ (рос. Новочеркасск) — місто в Росії в Ростовській області на річках Тузлов і Аксай, залізнична станція. Населення 176 542 осіб (2009). Був столицею Донського козацького війська з 1805 по 1920 рік.
Новочеркаськ — один з найбільших промислових центрів Ростовської області. У місті працює Новочеркаський електровозобудівний завод. Заснований 1936 року як паровозобудівний завод, після завершення Другої світової війни, в 1946 році, завод був перепрофільований в електровозобудівний.

## Історія
1805 року отаман Матвій Платов заснував Новочеркаськ. 1806 року столиця Землі війська Донського перенесена з Черкаської станиці до Новочеркаська.

### Перепис 1873 року
Місто Новочеркаськ в 1873 році складалося з 3-ьох станиць: Верхньоновочеркаської, Середньоновочеркаської й Нижньоновочеркаської. До станиць відносилися 21 віддалений хутір. Місто Новочеркаськ тоді було як центром Області війська Донського, так й Черкаського округу. Положення самого міста над річкою Тузлов (Тузлів) при впадінні у протоку Дону Аксай.
У самому місті було 3802 садиб, 33397 осіб (17542 чоловіків й 15855 жінок), 2712 коней, 4121 корів.
У місті Новочеркаську разом з хуторами станиць було 4490 садиб й 13 кибиток, 37924 осіб (19848 чоловіків й 18076 жінок), 3617 коней, 5108 волів, 11205 корів й 6180 вівці.

#### Хутори 3-х станиць
До 3-х станиць Новочеркаська відносилися хутори:
- Соколово-Кундрючівський, над річкою Кундрюча за 45 верст від Новочеркаська, 7 верст від станції Сулинівської; 120 садиб, 814 осіб (431 чоловіків й 383 жінок);
- Олександрівсько-Кундрючівський, над річкою Кундрюча за 50 верст від Новочеркаська, 20 верст від станції Сулинівської; 94 садиб, 814 осіб (334 чоловіків й 326 жінок);
- Гукове-Гнилушинський, над річкою Гнилушинською за 60 верст від Новочеркаська, 20 верст від станції Сулинівської; 13 садиб, 97 осіб (42 чоловіків й 55 жінок);
- Садковсько-Миколаївський, над річкою Садки за 65 верст від Новочеркаська, 30 верст від станції Грушівські шахти; 194 садиб, 1360 осіб (702 чоловіків й 658 жінок);
- Власів, над річкою Грушівка за 42 верст від Новочеркаська, 7 верст від станції Шахтинської; 71 садиб, 630 осіб (404 чоловіків й 226 жінок);
- Гривін, над річкою Грушівка за 57 верст від Новочеркаська, 22 верст від станції Шахти; 3 садиби, 18 осіб (7 чоловіків й 11 жінок);
- Миколаївсько-Журавський, над річкою Грушівка за 47 верст від Новочеркаська, 12 верст від станції Горна; 43 садиби, 298 осіб (157 чоловіків й 141 жінок);
- Персіяновський, над річкою Грушівка за 10 верст від Новочеркаська, 1 версту від станції Персіянівка; 24 садиб, 161 особа (86 чоловіків й 75 жінок);
- Татарський, над річкою Тузлів у 2 верстах від Новочеркаська, 5 верстах від станції Новочеркаська; 21 садиб, 108 осіб (59 чоловіків й 49 жінок);
- Власів, над річкою Кундрюча за 50 верст від Новочеркаська, 7 верст від станції Сулинської; 5 садиб, 33 осіб (19 чоловіків й 14 жінок);
- Завод Норкіна, над річкою Тузлів за 5 верст від міста й станції Новочеркаська; 1 садиба, 23 осіб (20 чоловіків й 3 жінок);
- Дар'євський, над річкою Кріпка за 45 верст від міста й станції Новочеркаська; 39 садиб, 208 осіб (103 чоловіків й 105 жінок);
- Малонесвітайський, над річкою Малий Несвітай за 35 верст від міста Новочеркаська та за 18 верст від станції Шахти; 89 садиб, 707 осіб (378 чоловіків й 329 жінок);
- Макарів, над річкою Малий Несвітай за 34 версти від міста та станції Новочеркаська; 1 садиба, 26 осіб (12 чоловіків й 14 жінок);
- Мишкинський, над річкою Аксай за 8 верст від міста та станції Новочеркаська; 78 садиб, 422 особи (218 чоловіків й 204 жінок);
- Великолозький, над балкою Великий Лог за 16 верст від міста Новочеркаська та за 8 верст від станції Аксай; 20 садиб, 113 осіб (58 чоловіків й 55 жінок);
- Краснодвірський, між річками Василева та Караїч за 17 верст від міста й станції Новочеркаська; 37 садиб, 205 осіб (107 чоловіків й 98 жінок);
- Красноіванівський, над річкою Кундрюча за 59 верст від міста та станції Новочеркаська; 8 садиб, 54 осіб (25 чоловіків й 29 жінок);
- Великий Несвітай, над річкою Великий Несвітай за 47 верст від міста й станції Новочеркаська та за 18 верст від станції Шахти; 89 садиб, 707 осіб (378 чоловіків й 329 жінок);
- Мало-Несвітайський, над балкою Кізеїти й річкою Малий Несвітай за 45 верст від міста та станції Новочеркаська; 89 садиб, 1 осіб (3 чоловіків й 5 жінок);
- Каплиця, верхів'я балок Великого Логу у степу за 12 верст від міста та станції Новочеркаська; 1 садиба, 2 особи (1 чоловік й 1 жінка)[1].

### Українське відродження початку 20 сторіччя
В 1907—1913 роках у місті існувало українське товариство «Просвіта», в 1917—1919 діяла українська «Нова громада».
Українською мовою тих часів назва міста писалася як Новочеркаське.

### Новочеркаський розстріл
1—2 червня 1962 року у місті стався страйк робочих головних підприємств міста, спровокований діями керівництва КПРС та місцевої влади: були підвищення норми виробітку на 30 % та одночасно значно підвищені ціни на основні продукти харчування на 25-30 %. Страйк було жорстоко придушено силою із використанням частин Радянської армії і танків. Внаслідок дій армії, КДБ та МВС 26 страйкарів було вбито, близько 90 звернулось у лікарні із пораненнями вогнепальною зброєю. Після придушення страйку відбувся таємний суд над активними страйкарями, що засудив до страти ще сімох «призвідників безладів»; понад 100 осіб було ув'язнено на великі терміни.

## Культура

### Театри
- Донський театр драми і комедії імені В. Ф. Коміссаржевської (Козацький драматичний театр)

### Кінотеатри
- Танаїс

### Музеї
- Новочеркаський музей історії Донського козацтва
- Отаманський палац з окремою експозицією про Новочеркаську трагедію 1962 року
- Будинок-музей художника-баталіста М. Б. Грекова
- Будинок-музей художника І. І. Крилова
- Будинок-музей В. Г. Калмикова
- Музей історії виноградарства та виноробства

## Пам'ятки

### Храми
- Вознесенський військовий патріарший собор — патріарший кафедральний собор Патріарха Московського і всієї Русі (з 2014 року). Побудований у 1904 році у ново-візантійському стилі. Він піднявся на висоту близько 75 метрів. Розміри храму: довжина від лінії зовнішніх стін — 52 метри, з порталом — 65 метрів, ширина — 36 метрів, з порталами — 62 метри; висота від землі до яблука хреста — 56 метрів, з яблуком і хрестом — 61 метр. На кожному порталі передбачалося розмістити по 6 колон заввишки 13 метрів і діаметром 1,5 метра. Витрати на будівництво склали близько 2 мільйонів рублів (1904). На дзвіниці розмістили 9 дзвонів загальною вагою близько 33-х тонн. Дзвони піднімали їх вручну канатами. Собор вписується в прямокутник 62х70 метрів, вміщує 5 000 парафіян.
- Церква Святого благовірного князя Олександра Невського. Побудована в 1894 році. Олександро-Невський храм побудований в ново-візантійському стилі, уміщував 1500 осіб.
- Свято-Дмитрівський храм. Побудований у 1857 році.
- Свято-Георгіївський храм. Побудований в 1890 році. Архітектор В. М. Куликов. Побудований в пам'ять порятунку життя Государя Імператора Олександра III і Його Найяснішого Сімейства при аварії царського поїзда 17 жовтня 1888 року.
- Лютеранська кірха, найбільша протестантська (баптистська) церква в місті Новочеркаськ. Побудований у 1898 році. Архітектор Миколи Іванович Ролер.
- Храм Донської ікони Божої Матері. Церква побудована в традиціях російської храмової архітектури[4].

### Архітектурні пам'ятки
- Отаманський палац (Новочеркаськ). Побудований в 1863 році, служив місцем перебування царя та спадкоємців престолу під час їх приїзду до Новочеркаська. У палаці зупинялися у дні відвідування Дона найвищі особи, серед них Олександр II, Олександр III, Микола II[5].
- Тріумфальні арки.
- Особняк Кріндача. Побудований на початку XX століття.
- Будинок архітектора Куликова.
- Особняк Дукмасової
- Будинок козака Жданова

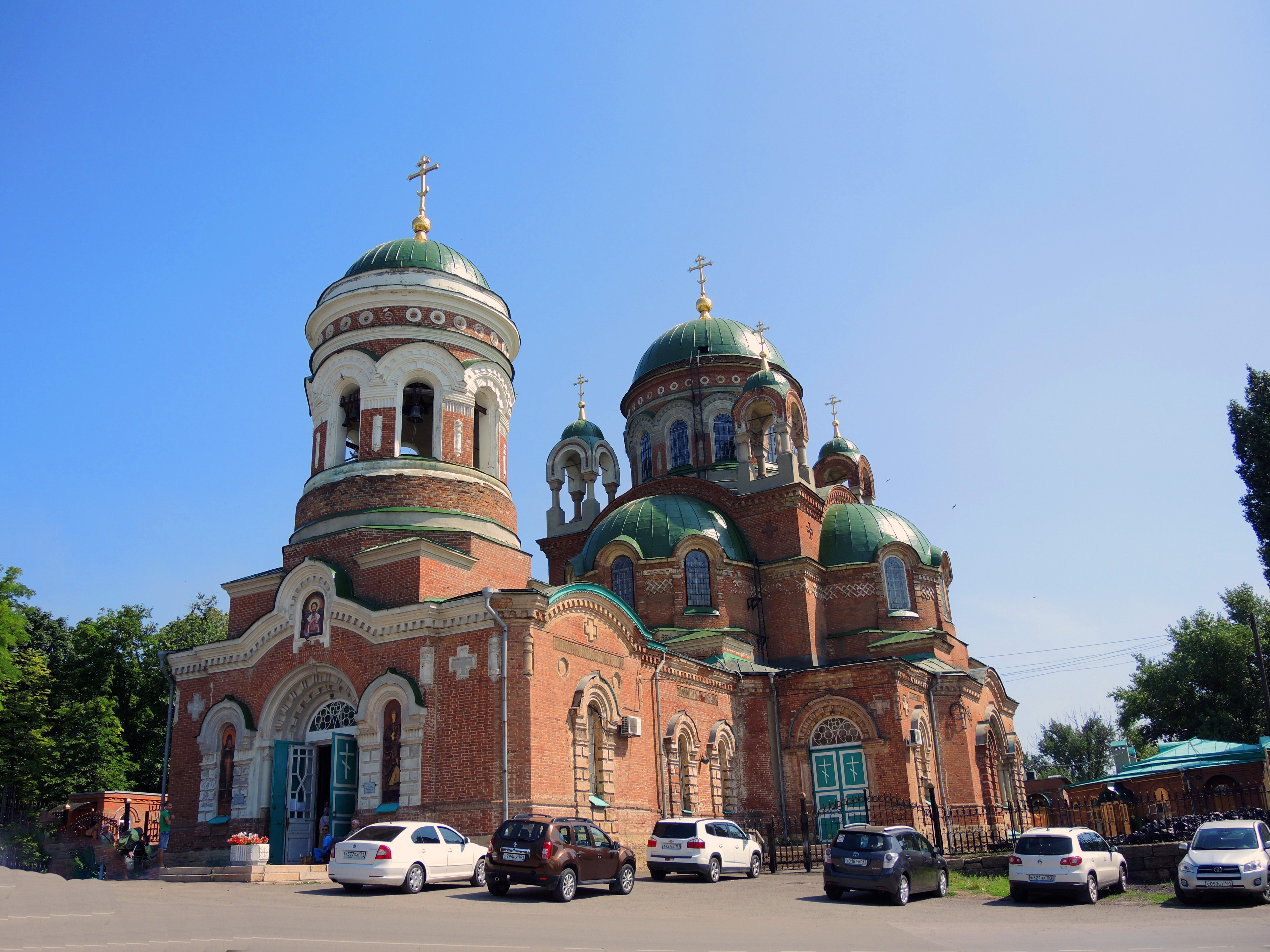
Церква Святого благовірного князя Олександра Невського
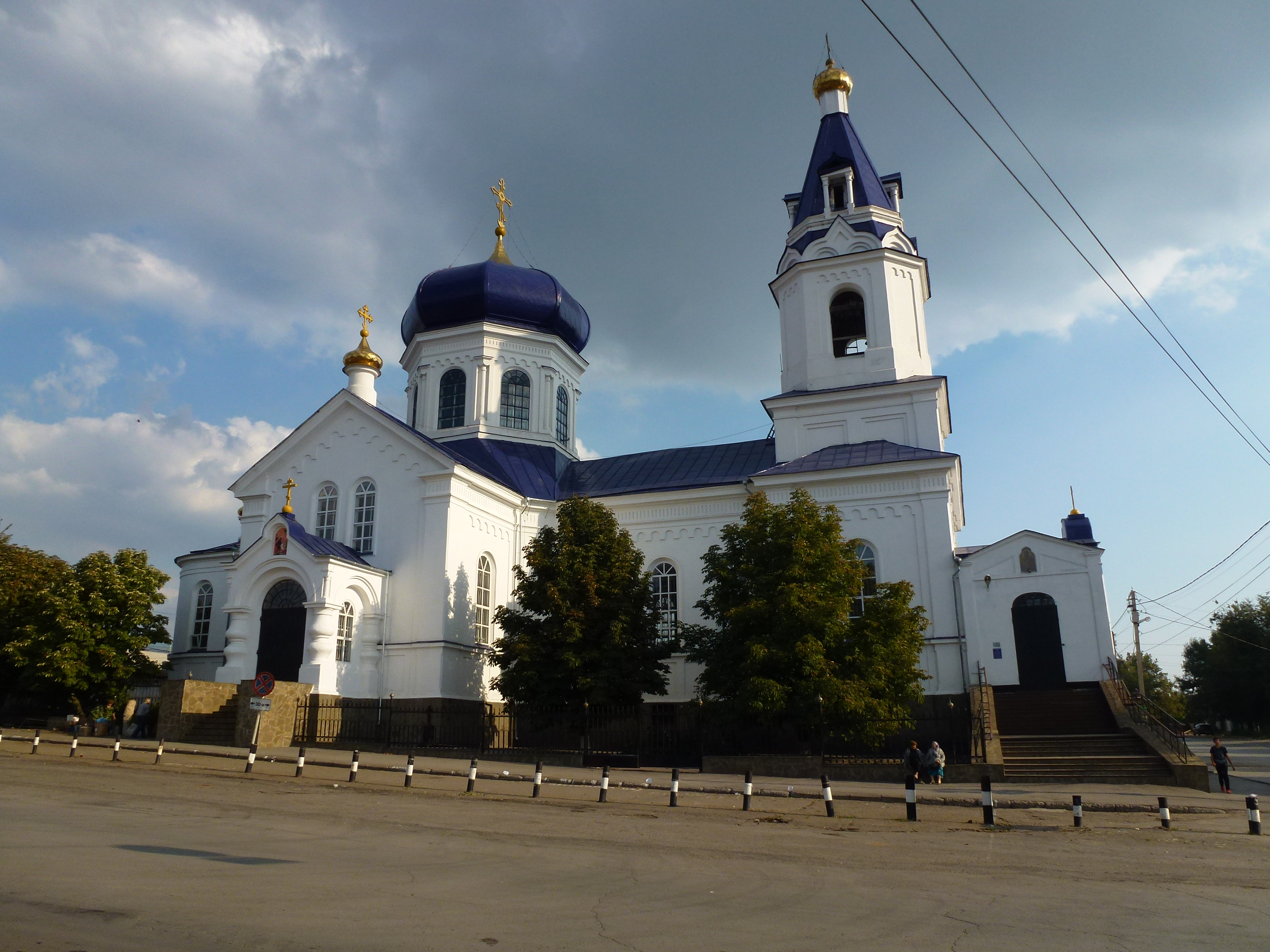
Церква Михайла Архангела
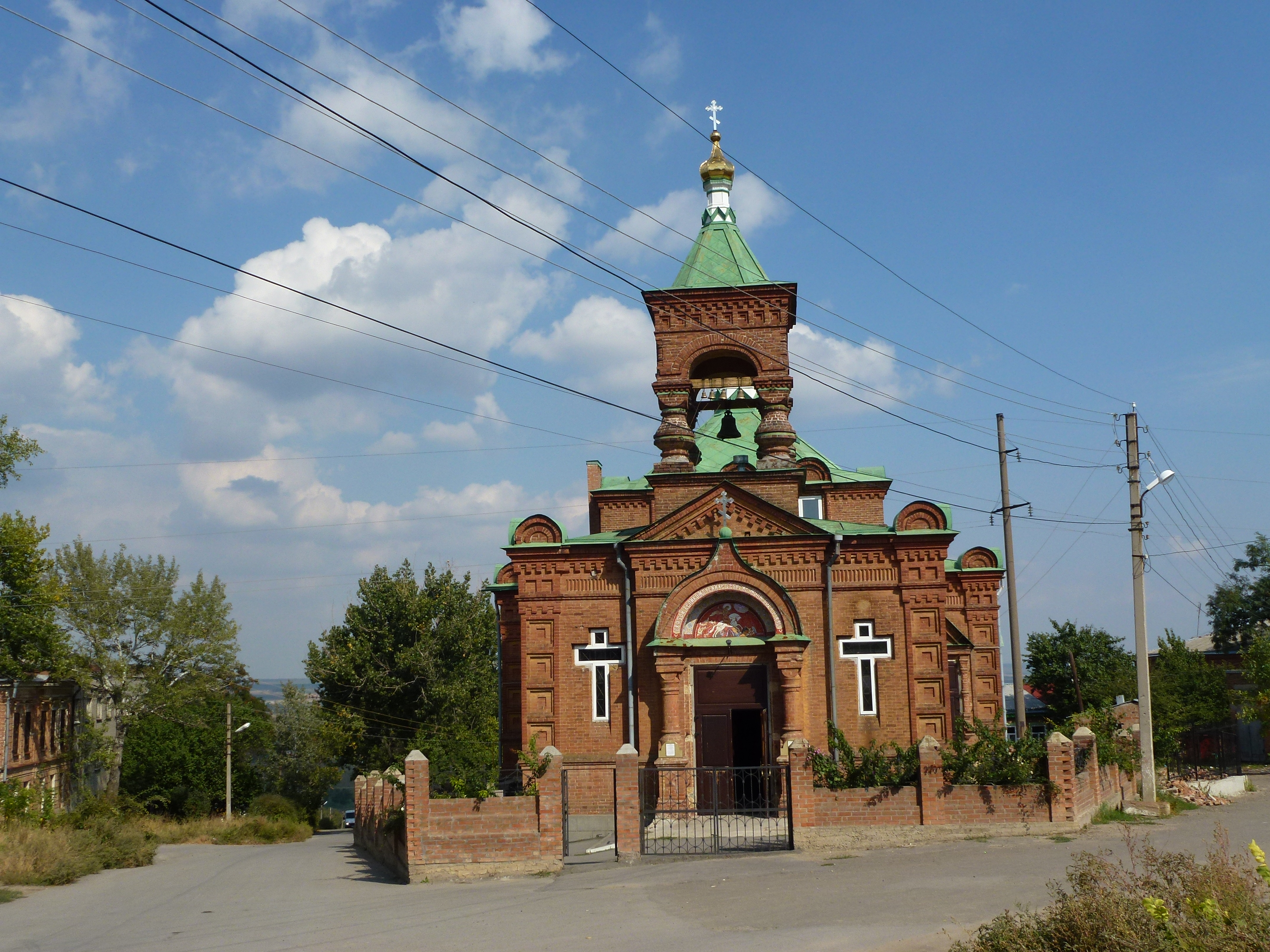
Свято-Георгіївський храм
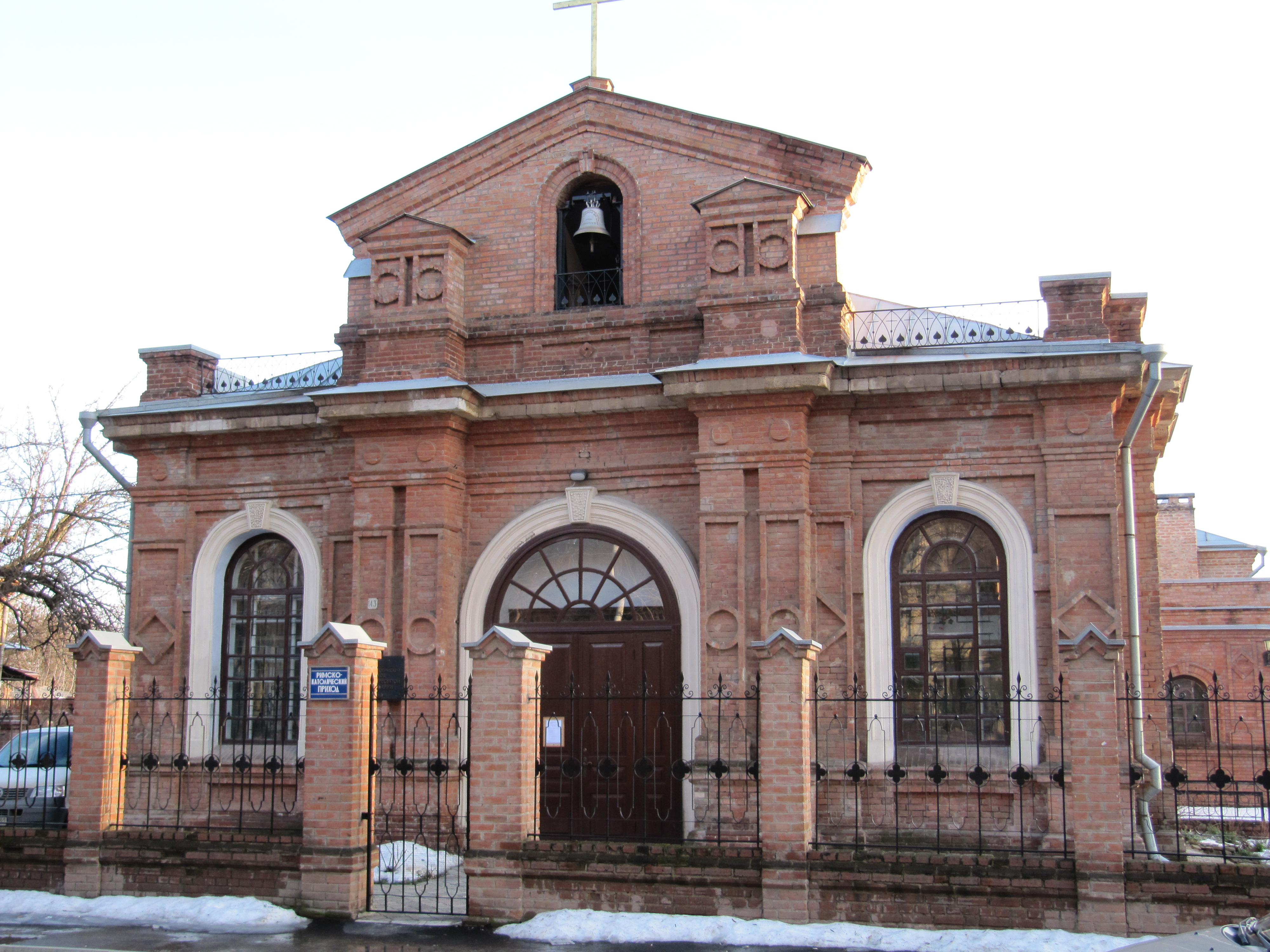
Храм Успіння Пресвятої Діви Марії
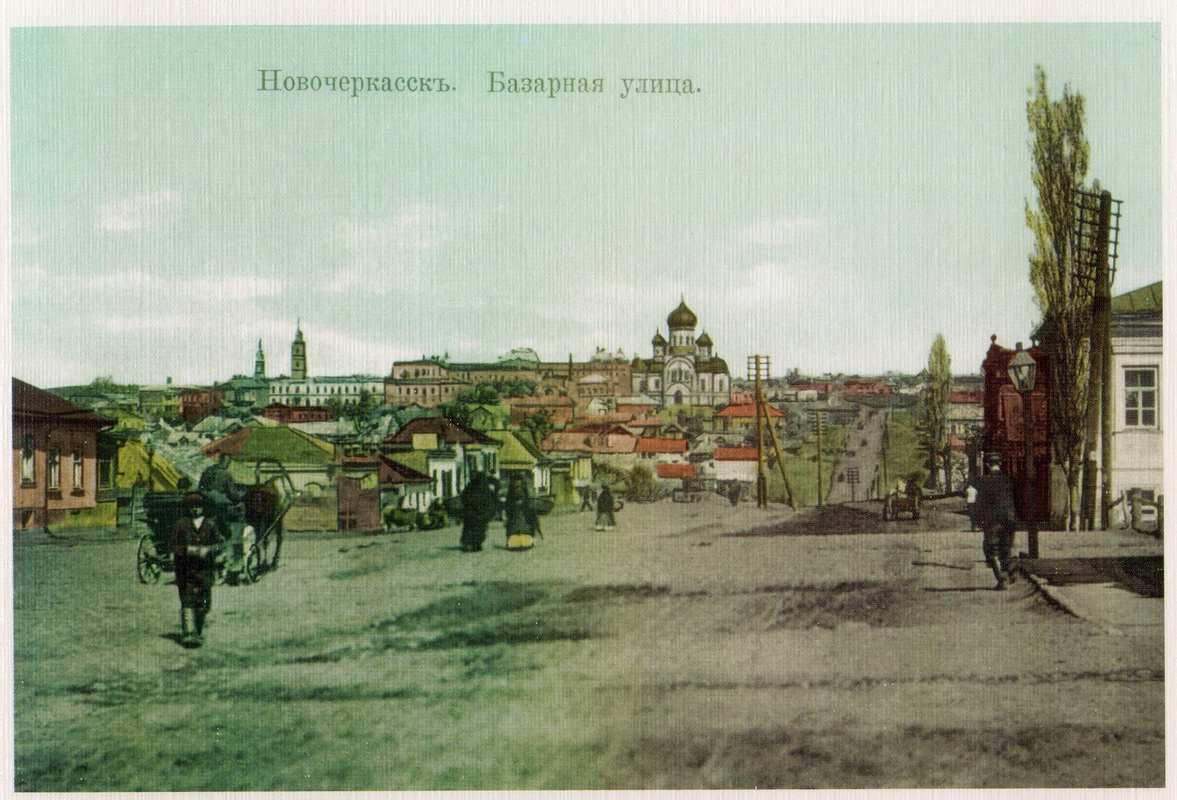
Храм Донської ікони Божої Матері
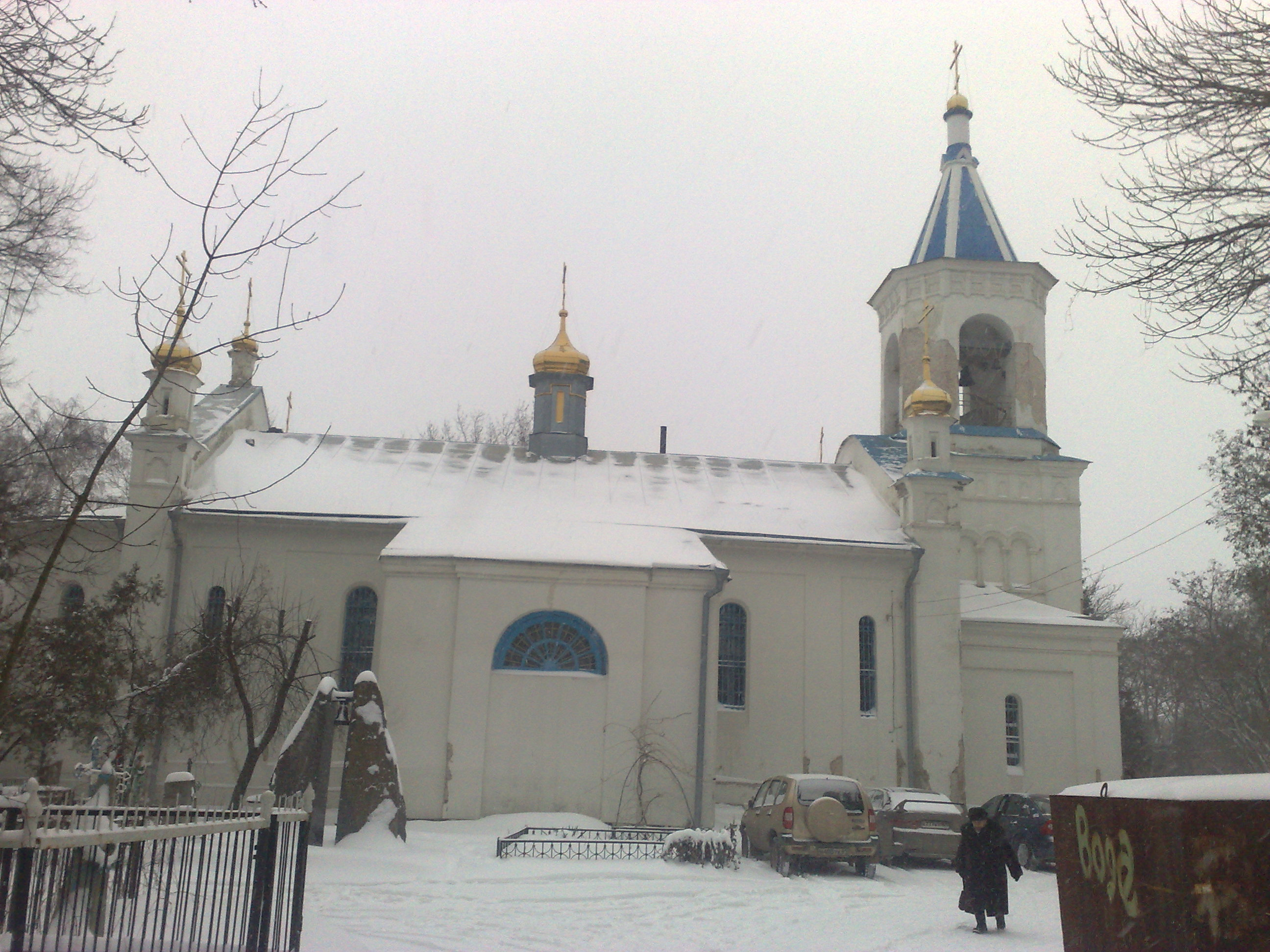
Дмитрівська церква
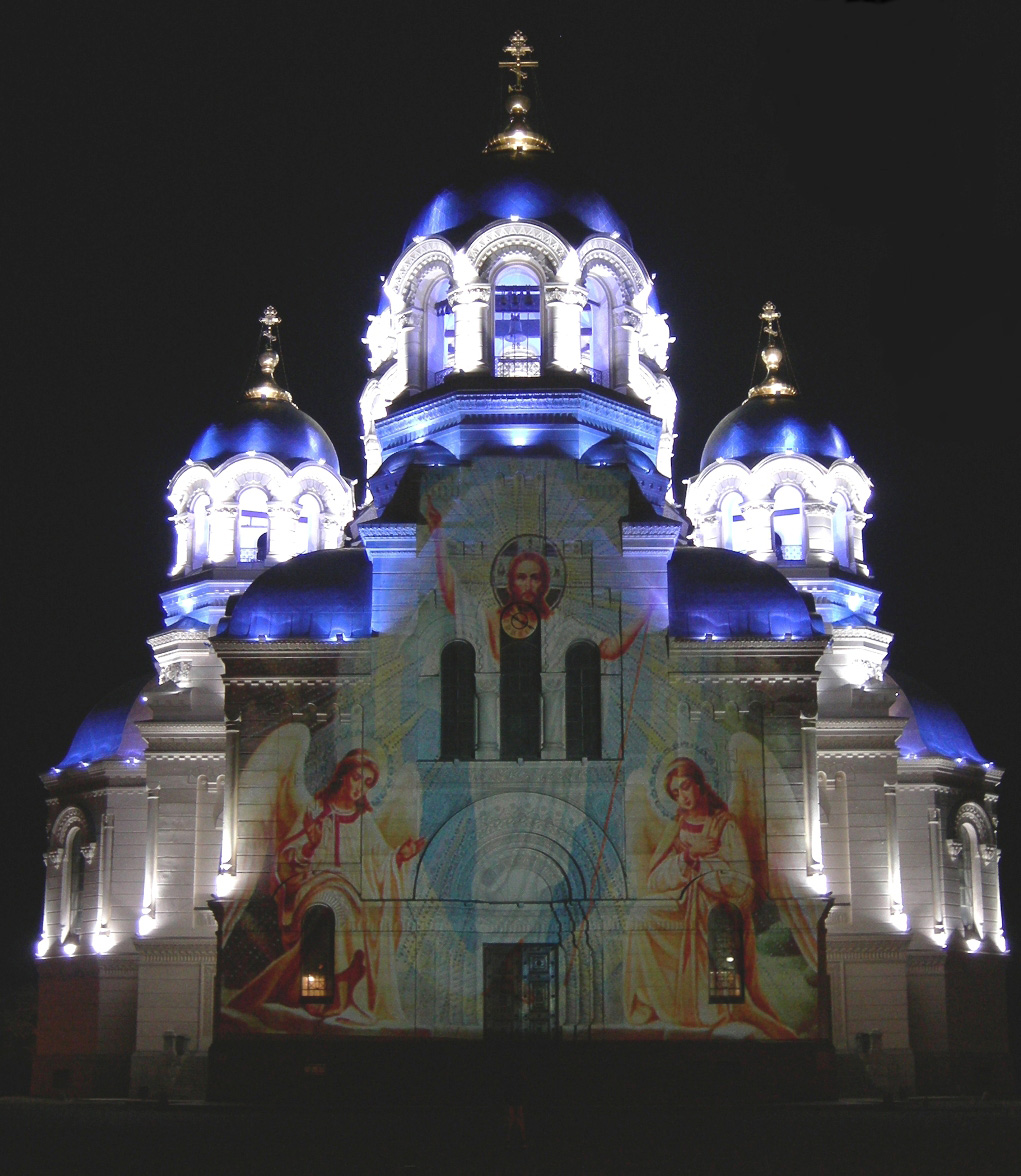
Вознесенський собор

## Відомі люди

### Уродженці
- Фролов Михайло — козацький та український військовий діяч, командир 3-го Донського кінного полку Третьої Залізної стрілецької дивізії Армії УНР.
- Полянська-Карпенко Ольга Петрівна (1869—1943) — українська співачка і драматична акторка характерного плану.
- Степанов Володимир Сергійович (1869—1943) — конструктор пускового обладнання ракетних комплексів .
- Леван Маруашвілі — грузинський географ
- Телегіна Валентина Петрівна (1915—1979) — радянська російська актриса театру і кіно
- Данченко Микола Миколайович (* 1949) — український педагог
- Попов Гаврило Миколайович (1904—1972) — російський композитор.

### Перебували
У Новочеркаськ 1884 року був засланий Іван Карпенко-Карий. Тут написав свою першу драму «Чабан» («Бурлака») та інші твори.